# 高尾山分屯基地

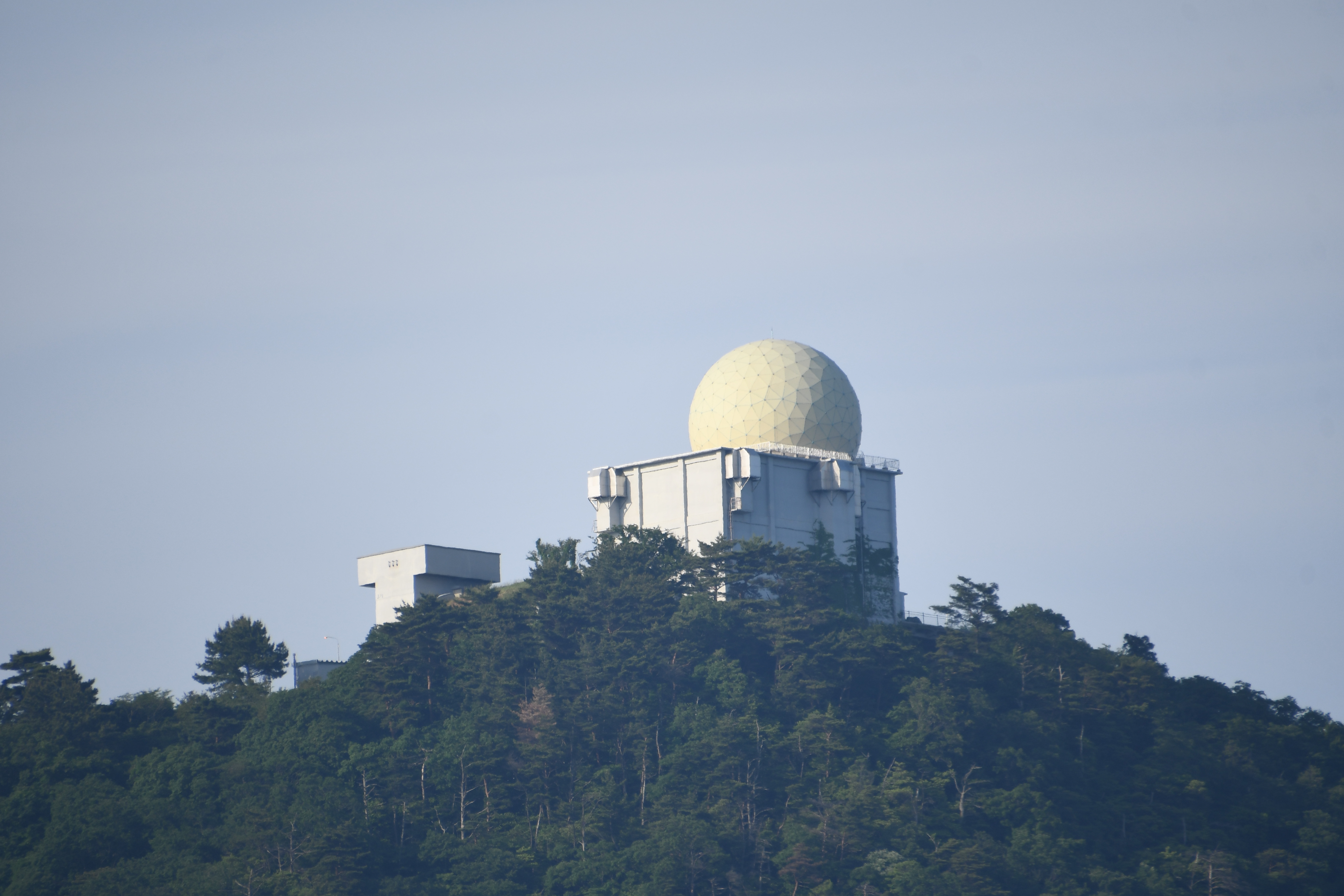
高尾山分屯基地のJ/FPS-4レーダー

高尾山分屯基地（たかおやまぶんとんきち、JASDF Takaoyama Sub Base）とは、島根県松江市美保関町森山632に所在し、第7警戒隊が配置されている航空自衛隊春日基地の分屯基地である。
分屯基地司令は、第7警戒隊長が兼務。
ブルーインパルスジュニアに代表される部活動の「高尾山レッドクラブ」が所属する部隊。

## 配置部隊

### 西部航空方面隊隷下
- （西部航空警戒管制団）
  - 第7警戒隊

## 高尾山レッドクラブ

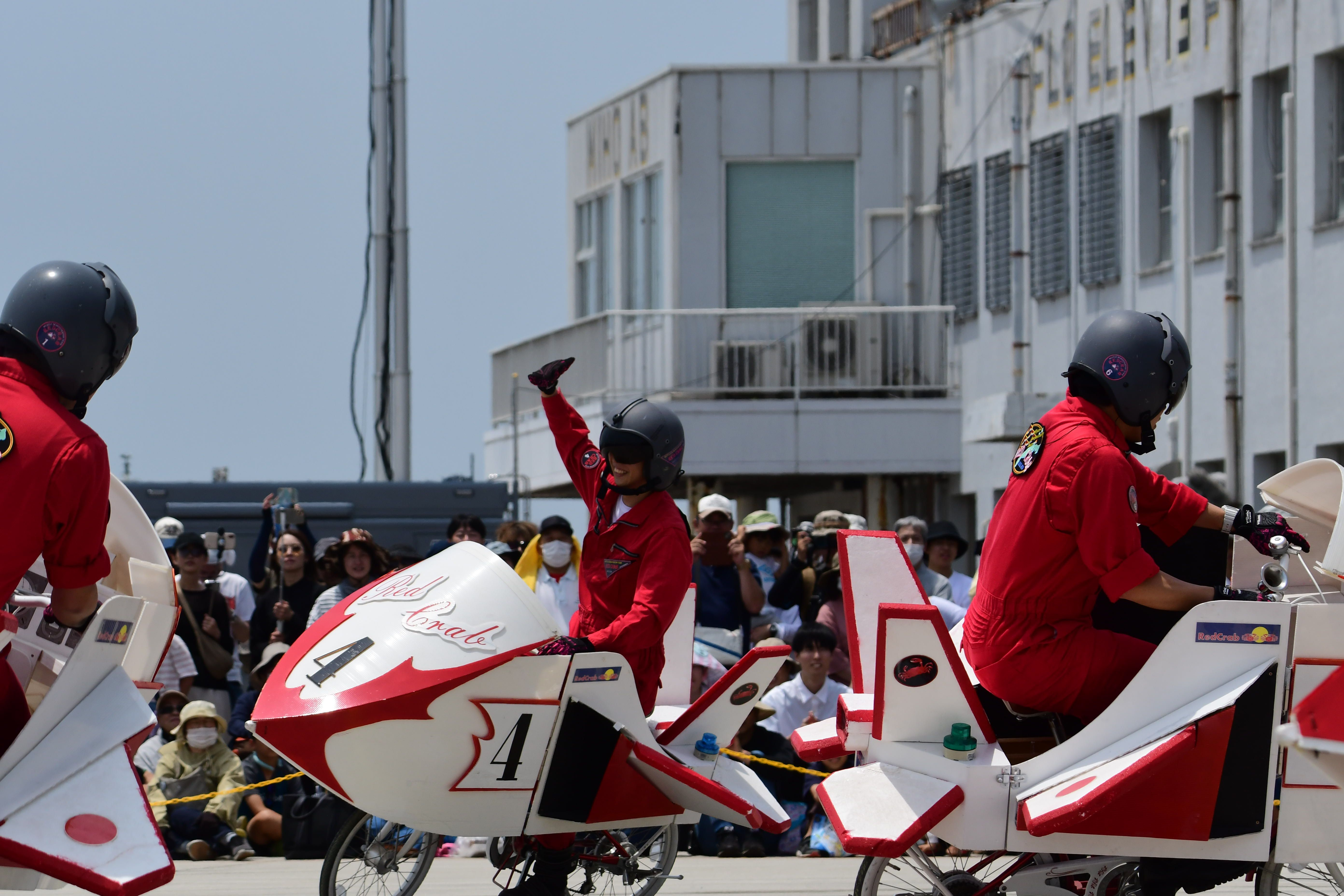
高尾山レッドクラブ

高尾山レッドクラブ（たかおやまれっどくらぶ、Takaoyama Red Crab）とは、ブルーインパルスジュニアに代表される部活動のひとつである。費用は全て部員のポケットマネーや隊員からのカンパでまかなわれている。
「レッドクラブ」は警戒隊に所属する隊員によって構成され、F-35を模した（旧型はF-15やF-22）カウルを被せた自転車を使って、航空祭等で迫力ある2次元アクロバット展示走行をする。チーム名の「レッド」は「赤」、「クラブ」は「蟹」を意味し山陰地方特産の紅ズワイガニから名付けられた。